# サーベイランス
サーベイランス（surveillance）とは調査監視のこと。一般に経済や感染症の動向を調査する場合に使用される。

## 経済におけるサーベイランス
国家の経済活動や経済政策が適切に行われているか、第三者となる国際機関が監視することである。調査監視は国際通貨基金（IMF）や先進7ヶ国財務相会議が行う。

## 感染症におけるサーベイランス
国や自治体などにおける疾病の発生状況を正確かつ継続的に調査、把握しその情報を基に疾病の予防と管理をはかる一連のシステムを示す。アメリカ疾病予防管理センター（CDC）によって「疾病の発生状況やその推移などを継続的に監視することにより、疾病対策の企画、実施、評価に必要なデータを系統的に収集、分析、解釈し、その結果を迅速に、かつ定期的に還元するものであり、疾病の予防と管理を目的として用いられるもの」、国際獣疫事務局によって「疾病対策を講じるために、ある集団において疾病の摘発を目的として継続的に行われる調査」と定義されている。検疫用語として監視と訳されてきた。